# 나디아 알렉산더
나디아 알렉산더(Nadia Alexander, 1994년 4월 5일 ~ )는 미국의 배우이다. 2017년 트라이베카 영화제에서 영화 《블레임》(2017)으로 여우주연상을 수상했다.

## 출연 작품

### 영화
- 어드미션 (2013)
- 일만명의 성자들 (2015)
- 블레임 (2017)
- 보딩 스쿨: 기숙학교 (2018)

### 텔레비전
- 보드워크 엠파이어 (2011)
- 몹 닥터 (2012)
- 팔로잉 (2015)
- 엘리멘트리 (2017)
- 더 시너 (2017)
- 불 (2018)
- 7초 (2018)
- 서번트 (2022)